# Простая трёхчастная форма
Проста́я трёхча́стная фо́рма — музыкальная форма, состоящая из трёх частей, первая из которых является периодом, а остальные части – не сложнее, чем период. Является одной из самых совершенных и универсальных музыкальных форм.

## Название частей
1 часть – "экспозиция", или "первая часть"
2 часть – "середина", реже "разработка"
3 часть – "реприза"

## Применение
В простой трёхчастной форме могут быть написаны отдельные произведения (инструментальные и вокальные миниатюры, романсы).Также данная форма может выступать составной частью более крупных форм или замкнутой частью циклических произведений (например, по одной из трактовок, 4-я часть симфонии № 4 Чайковского написана именно в простой трёхчастной форме (с кодой)).

## Размеры
От миниатюрных (например, 2-я часть сонаты № 20 Бетховена – 8+4+8) до крайне масштабных (примеры: Чайковский, симфония № 6, часть 4; Рахманинов, концерт для фортепиано с оркестром №2, часть 2)

## Классификация

### По репризности

#### Простая трёхчастная безрепризная форма (A–B–C)
Встречается крайне редко.

### По типу середины

#### С развивающей серединой
- Транспонированная середина (материал 1-й части, но в другой тональности)
- Середина как связка-переход к репризе
- Середина-разработка (предполагает серединный тип изложения – вычленение элементов темы, неустойчивый тональный план и т. д.)

#### С контрастной серединой
Контрастная серединка как правило структурно оформлена (является периодом).

#### С составной серединой
- сочетает элементы развивающей и контрастной середины
- строится из нескольких новых тем.

### По типу репризы

#### С варьированной репризой (A–B–A1)
Варьирование предполагает незначительные изменения, которые могут быть
- мелодическими,
- фактурными,
- гармоническими,
- полифоническими,
- динамическими,
- регистровыми,
- тональными,
- структурными и т. д.

#### С динамизированной репризой (A–B–A1)
Предполагаются значительные изменения.

### По масштабу репризы
- Реприза по размерам равна 1-й части
- Сжатая реприза
- Расширенная реприза